# Niclas Dombrowski
Niclas Dombrowski (* 25. November 1991 in Geesthacht) ist ein ehemaliger deutscher Handballspieler, der zuletzt in der 2. Handball-Bundesliga beim VfL Bad Schwartau spielte.

## Karriere
Dombrowski spielte anfangs im Jugendbereich beim TSV Schwarzenbek, VfL Geesthacht und Lübeck 1876. Im Jahr 2007 wechselte der damalige B-Jugendspieler zum Bramstedter TS, wo er ausschließlich in der Regionalliga spielenden A-Jugend eingesetzt wurde. Mit Bramstedt errang er 2008 die NOHV-Vizemeisterschaft. Im selben Jahr wechselte der Außenspieler zum VfL Bad Schwartau, wo er in der A-Jugend und in der Oberliga spielenden 2. Herrenmannschaft eingesetzt wurde.
Anfang 2009 fielen mehrere Linkshänder der in der 2. Bundesliga spielenden 1. Herrenmannschaft aus, wodurch Dombrowski in den Kader aufgenommen wurde. Am 12. April 2009 bestritt er gegen den Wilhelmshavener HV sein Debüt in der 2. Bundesliga. Nachdem Dombrowski bis zum Saisonende noch gelegentlich eingesetzt worden war, gehörte er ab der Saison 2009/10 komplett dem Zweitligakader an. Seine Erfolge mit dem VfL waren die Qualifikation für die eingleisige 2. Bundesliga, sowie der Einzug ins Viertelfinale beim DHB-Pokal 2009/10 und DHB-Pokal 2010/11. Nach der Saison 2012/13 verließ der BWL-Student den VfL Bad Schwartau, um zwei Semester an der Temple University in Philadelphia zu studieren.
Dombrowski gehörte dem Kader der schleswig-holsteinischen Landesauswahl an. Im Oktober 2010 gab er gegen Slowenien sein Debüt in der deutschen Junioren-Nationalmannschaft, bei dem er zwei Treffer erzielte. Insgesamt bestritt Dombrowski vier Länderspiele für die Junioren-Auswahl, in denen er acht Treffer erzielte.
Dombrowski ist beruflich als Strategieberater tätig. Bei den Kommunalwahlen 2023 trat er für die SPD in einem Wahlkreis seiner Heimatstadt Schwarzenbek an.